# Julien Canal

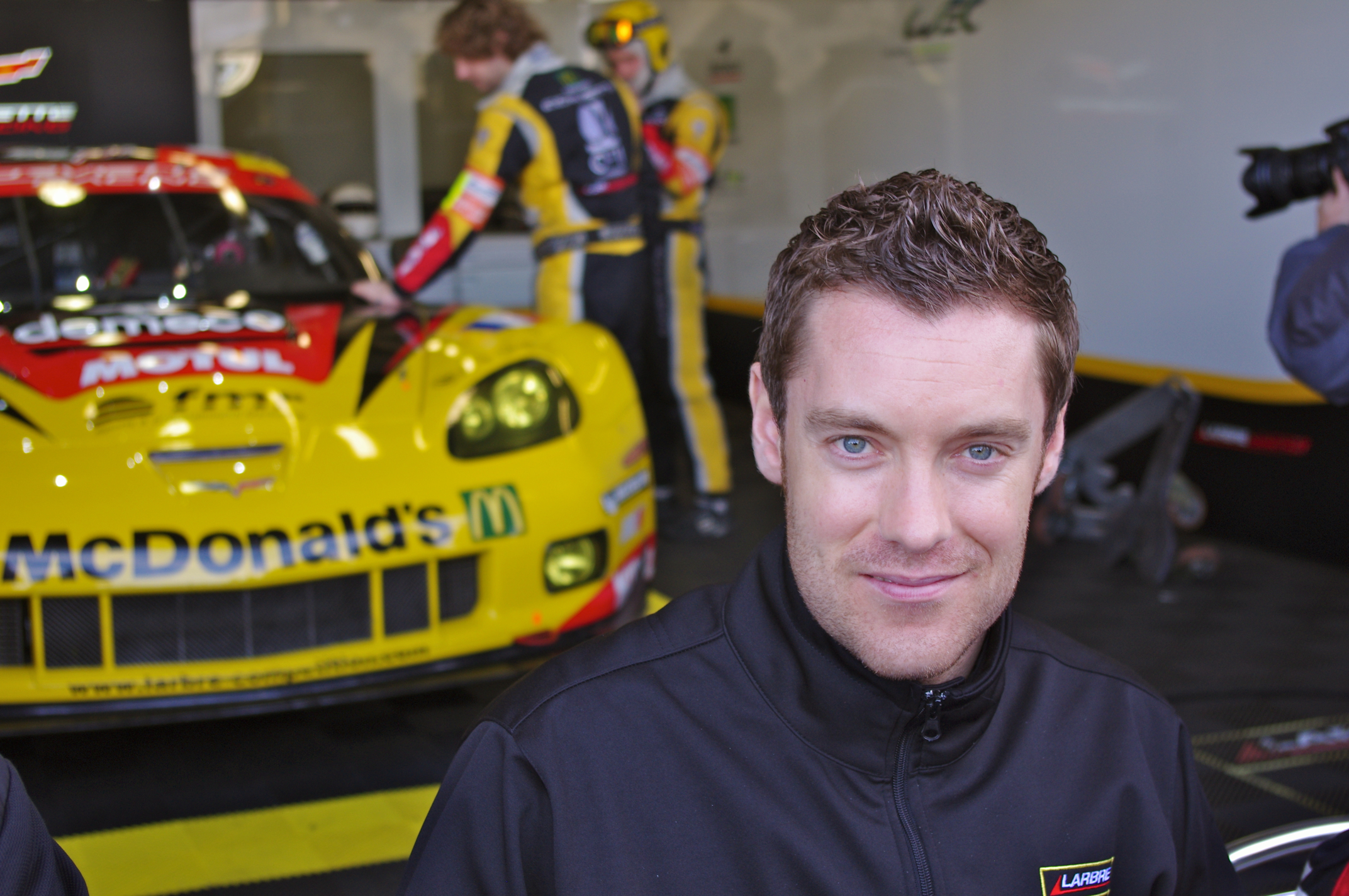
Julien Canal 2013

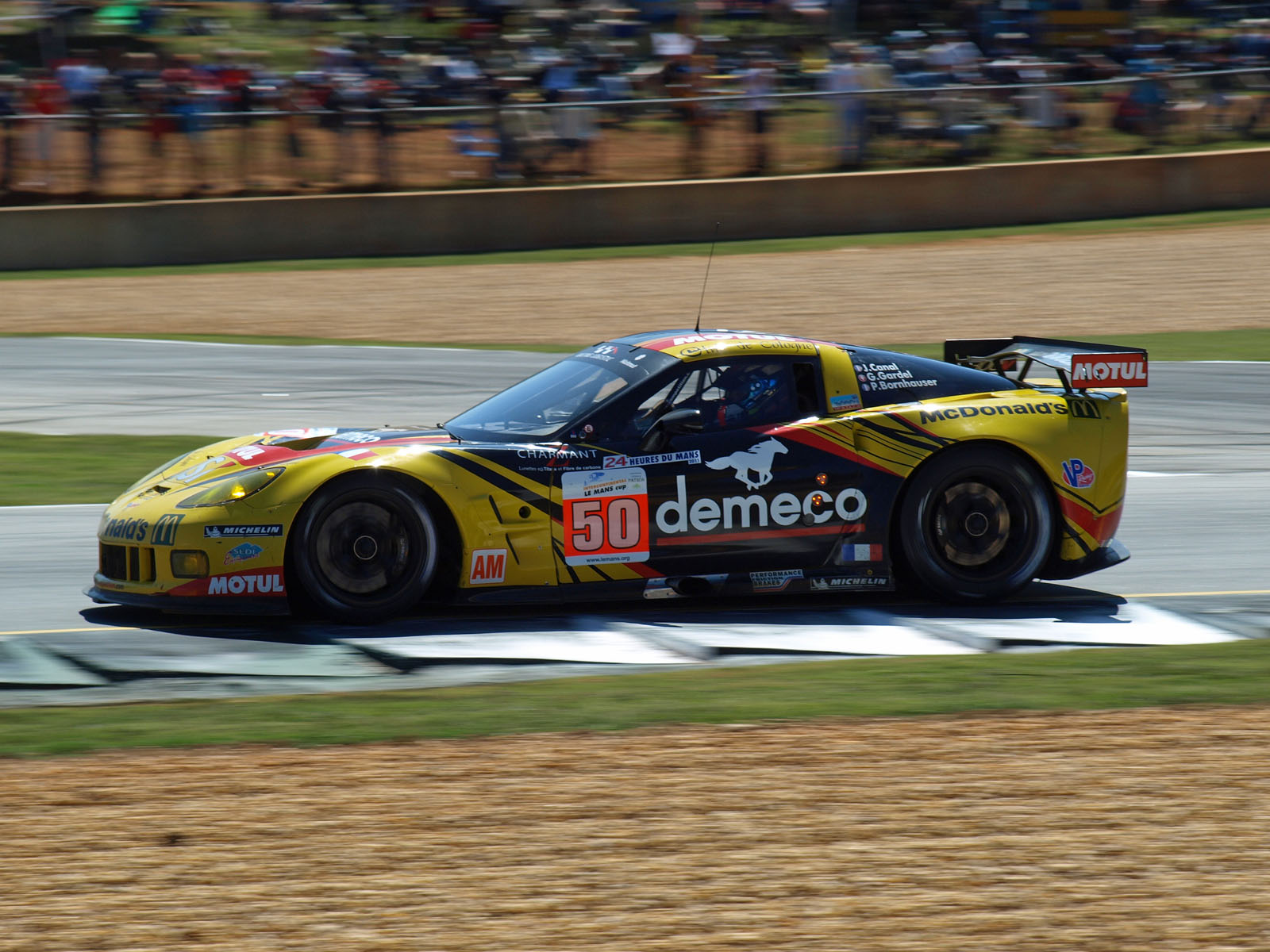
Julien Canal beim Petit Le Mans 2011 für Larbre Compétition

Julien Antoine Jules Canal (* 15. Juli 1982 in Le Mans) ist ein französischer Automobilrennfahrer. 2010, 2011 und 2012 erzielte er Klassensiege beim 24-Stunden-Rennen von Le Mans. Er startete ab 2012 in der FIA-Langstrecken-Weltmeisterschaft (WEC).

## Karriere
Canal begann seine Motorsportkarriere 2000 im Kartsport, in dem er bis 2002 aktiv blieb. 2003 wechselte Canal in den Formelsport. Er stieg zum dritten Rennen mit CD Sport in den Formel Renault 2.0 Eurocup ein und wurde 30. in der Fahrerwertung. Darüber hinaus startete er zu einzelnen Rennen der deutschen und der französischen Formel Renault an. 2004 wechselte Canal zu Graff Racing. Er wurde 24. im Formel Renault 2.0 Eurocup, während sein Teamkollege Simon Pagenaud Gesamtzweiter wurde. In der französischen Formel Renault erreichte er den 21. Gesamtrang. 2005 blieb Canal bei Graff Racing. Im Eurocup verbesserte er sich auf den 16. Gesamtrang. In der französischen Formel Renault wurde er 14. 2006 trat Canal für Graff Racing in der französischen Formel Renault an. Mit einer Podest-Platzierung wurde er Gesamtsechster. Darüber hinaus absolvierte er zwei Gaststarts im Formel Renault 2.0 Eurocup.
2007 wechselte Canal in den GT-Sport. Für Graff Racing startete er im französischen Porsche Carrera Cup und wurde Gesamtneunter. 2008 bestritt Canal seine zweite Saison im französischen Porsche Carrera Cup für Graff Racing. Er erreichte Platz zehn im Gesamtklassement. Darüber hinaus nahm er für DKR Engineering an Rennen der französischen GT-Meisterschaft und der FIA-GT-Meisterschaft teil. 2009 verbesserte sich Canal für Graff Racing startend im französischen Porsche Carrera Cup auf den achten Gesamtrang. Darüber hinaus debütierte er in der Formula Le Mans im Langstreckensport.
2010 startete Canal für Graff Racing in der französischen GT-Meisterschaft. Mit zwei Siegen wurde er Gesamtsiebter. Darüber hinaus debütierte er 2010 für Larbre Compétition beim 24-Stunden-Rennen von Le Mans. Dabei gewann er zusammen mit Roland Bervillé und Gabriele Gardel die GT1-Klasse. Außerdem fuhr er für Larbre Compétition einmal in der Le Mans Series und gewann auch dabei die GT1-Klasse. 2011 trat Canal für Larbre Compétition im Intercontinental Le Mans Cup (ILMC) an. Zusammen mit Patrick Bornhauser und Gardel gewann er zweimal, unter anderem beim 24-Stunden-Rennen von Le Mans, die LMGTE-Am-Wertung.
2012 nahm Canal für Larbre Compétition an der neugegründeten FIA-Langstrecken-Weltmeisterschaft (WEC) teil. Zusammen mit Bornhauser und Pedro Lamy gewann er dreimal, unter anderem beim 24-Stunden-Rennen von Le Mans, die LMGTE-Am-Wertung. In der Fahrerweltmeisterschaft wurde er zusammen mit Bornhauser 56. 2013 blieb Canal bei Larbre Compétition in der FIA-Langstrecken-Weltmeisterschaft. Zusammen mit Bornhauser beendete er die Saison auf dem 26. Platz im GT-Weltcup.
2014 wechselte Canal in die LMP2-Klasse der FIA-Langstrecken-Weltmeisterschaft und erhielt ein Cockpit beim von OAK Racing betreuten Team G-Drive Racing. Zusammen mit seinen Teamkollegen Olivier Pla und Roman Russinow gewann er viermal die LMP2-Wertung. Das Trio erreichte in der Fahrerweltmeisterschaft den 15. Platz. Darüber hinaus nahm Canal für SOFREV Auto Sport Promotion an einem Rennen der Blancpain Endurance Series teil. 2015 blieben Canal und Russinow bei G-Drive Racing in der FIA-Langstrecken-Weltmeisterschaft. Die beiden erhielten mit Sam Bird einen neuen Teamkollegen. Das Trio gewann viermal die LMP2-Wertung. In der Fahrerweltmeisterschaft lagen die drei Fahrer auf dem zehnten Platz.

## Statistik

### Karrierestationen
| - 2000–2002: Kartsport - 2003: Formel Renault 2.0 Eurocup (Platz 30) - 2003: Französische Formel Renault (Platz 29) - 2003: Deutsche Formel Renault - 2004: Formel Renault 2.0 Eurocup (Platz 24) - 2004: Französische Formel Renault (Platz 21) - 2005: Formel Renault 2.0 Eurocup (Platz 16) - 2005: Französische Formel Renault (Platz 14) | - 2006: Französische Formel Renault (Platz 6) - 2007: Französischer Porsche Carrera Cup (Platz 9) - 2008: Französischer Porsche Carrera Cup (Platz 10) - 2008: Französische GT-Meisterschaft (Platz 13) - 2008: FIA-GT-Meisterschaft, GT1 - 2009: Französischer Porsche Carrera Cup (Platz 8) - 2009: Formula Le Mans (Platz 34) - 2010: Französische GT-Meisterschaft (Platz 7) | - 2010: Le Mans Series, LMGT1 (Platz 3) - 2011: ILMC, LMGTE Am - 2012: WEC (Platz 56) - 2013: WEC, GT (Platz 26) - 2014: WEC (Platz 15) - 2014: Blancpain Endurance Series, Pro-Am (Platz 25) - 2015: WEC (Platz 10) - 2016: ELMS (Platz 10) |

### Le-Mans-Ergebnisse
| Jahr | Team                      | Fahrzeug                    | Teamkollege        | Teamkollege        | Platzierung             | Ausfallgrund |
| ---- | ------------------------- | --------------------------- | ------------------ | ------------------ | ----------------------- | ------------ |
| 2010 | Larbre Compétition        | Saleen S7-R                 | Roland Bervillé    | Gabriele Gardel    | Rang 13 und Klassensieg |              |
| 2011 | Larbre Compétition        | Chevrolet Corvette C6.R-ZR1 | Patrick Bornhauser | Gabriele Gardel    | Rang 20 und Klassensieg |              |
| 2012 | Larbre Compétition        | Chevrolet Corvette C6.R     | Patrick Bornhauser | Pedro Lamy         | Rang 20 und Klassensieg |              |
| 2013 | Larbre Compétition        | Chevrolet Corvette C6.R-ZR1 | Patrick Bornhauser | Ricky Taylor       | Rang 29                 |              |
| 2014 | G-Drive Racing            | Morgan LMP2                 | Roman Russinow     | Olivier Pla        | Ausfall                 | Unfall       |
| 2015 | G-Drive Racing            | Ligier JS P2                | Roman Russinow     | Sam Bird           | Rang 11                 |              |
| 2016 | Greaves Motorsport        | Ligier JS P2                | Memo Rojas         | Nathanaël Berthon  | Rang 10                 |              |
| 2017 | Vaillante Rebellion       | Oreca 07                    | Bruno Senna        | Nicolas Prost      | Rang 16                 |              |
| 2018 | Panis-Barthez Competition | Ligier JS P217              | Timothé Buret      | Will Stevens       | Rang 13                 |              |
| 2019 | Panis-Barthez Competition | Ligier JS P217              | René Binder        | Will Stevens       | Rang 13                 |              |
| 2020 | Panis Racing              | Oreca 07                    | Nicolas Jamin      | Matthieu Vaxivière | Rang 7                  |              |
| 2021 | Panis Racing              | Oreca 07                    | James Allen        | Will Stevens       | Rang 8                  |              |
| 2022 | Panis Racing              | Oreca 07                    | Nicolas Jamin      | Job van Uitert     | Rang 16                 |              |
| 2023 | Alpine Elf Team           | Oreca 07                    | Matthieu Vaxivière | Charles Milesi     | Rang 12                 |              |

### Sebring-Ergebnisse
| Jahr | Team               | Fahrzeug                  | Teamkollege     | Teamkollege        | Platzierung | Ausfallgrund |
| ---- | ------------------ | ------------------------- | --------------- | ------------------ | ----------- | ------------ |
| 2011 | Larbre Compétition | Chevrolet Corvette C6-ZR1 | Gabriele Gardel | Patrick Bornhauser | Ausfall     | Elektrik     |
| 2012 | Larbre Compétition | Chevrolet Corvette C6-ZR1 | Pedro Lamy      | Patrick Bornhauser | Ausfall     | Defekt       |

### Einzelergebnisse in der FIA-Langstrecken-Weltmeisterschaft
| Saison  | Team                                         | Rennwagen               | 1   | 2   | 3   | 4   | 5   | 6   | 7   | 8   | 9   |
| ------- | -------------------------------------------- | ----------------------- | --- | --- | --- | --- | --- | --- | --- | --- | --- |
| 2012    | Larbre Compétition                           | Chevrolet Corvette C6.R | SEB | SPA | LEM | SIL | SAO | BAH | FUJ | SHA |     |
| 2012    | Larbre Compétition                           | Chevrolet Corvette C6.R | DNF | 27  | 20  | DNF | DNF | 21  | 21  | 19  |     |
| 2013    | Larbre Compétition                           | Chevrolet Corvette C6.R | SIL | SPA | LEM | SAO | AUS | FUJ | SHA | BAH |     |
| 2013    | Larbre Compétition                           | Chevrolet Corvette C6.R | 21  | 23  | 29  | 19  | 22  | 29  | 22  | 17  |     |
| 2014    | G-Drive Racing                               | Morgan LMP2             | SIL | SPA | LEM | AUS | FUJ | SHA | BAH | SAO |     |
| 2014    | G-Drive Racing                               | Morgan LMP2             | 5   | 8   | DNF | 14  | 7   | 9   | 12  | DNF |     |
| 2015    | G-Drive Racing                               | Ligier JS P2            | SIL | SPA | LEM | NÜR | AUS | FUJ | SHA | BAH |     |
| 2015    | G-Drive Racing                               | Ligier JS P2            | 6   | 31  | 11  | 8   | 5   | 9   | 10  | 7   |     |
| 2016    | Greaves Motorsport Manor Racing              | Ligier JS P2 Oreca 05   | SIL | SPA | LEM | NÜR | MEX | AUS | FUJ | SHA | BAH |
| 2016    | Greaves Motorsport Manor Racing              | Ligier JS P2 Oreca 05   |     |     | 10  |     |     |     |     |     | 15  |
| 2017    | Rebellion Racing                             | Oreca 07                | SIL | SPA | LEM | NÜR | MEX | AUS | FUJ | SHA | BAH |
| 2017    | Rebellion Racing                             | Oreca 07                | 5   | 8   | 16  | 6   | 5   | 7   | 5   | 5   | 5   |
| 2018/19 | Larbre Compétition Panis-Barthez Competition | Ligier JS P217          | SPA | LEM | SIL | FUJ | SHA | SEB | SPA | LEM |     |
| 2018/19 | Larbre Compétition Panis-Barthez Competition | Ligier JS P217          | 12  | 13  |     |     |     |     |     | 13  |     |
| 2019/20 | Panis Racing                                 | Oreca 07                | SIL | FUJ | SHA | BAH | AUS | SPA | LEM | BAH |     |
| 2019/20 | Panis Racing                                 | Oreca 07                |     |     |     | 7   |     |     |     |     |     |
| 2021    | Panis Racing                                 | Oreca 07                | SPA | POR | MON | LEM | BAH | BAH |     |     |     |
| 2021    | Panis Racing                                 | Oreca 07                | 8   |     |     |     |     |     |     |     |     |
| 2022    | Panis Racing                                 | Oreca 07                | SEB | SPA | LEM | MON | FUJ | BAH |     |     |     |
| 2022    | Panis Racing                                 | Oreca 07                | 16  |     |     |     |     |     |     |     |     |
| 2023    | Alpine Team                                  | Oreca 07                | SEB | POR | SPA | LEM | MON | FUJ | BAH |     |     |
| 2023    | Alpine Team                                  | Oreca 07                | 16  | 18  | 15  | 12  | 12  | 15  | 18  |     |     |